# Walter Berger (Marineoffizier)
Walter Berger (* 2. Mai 1905 in Köthen; † nach 1961) war ein deutscher Kapitän zur See der Bundesmarine.

## Leben
Walter Berger trat 1924 in die Reichsmarine ein und wurde am 1. Juli 1930 zum Oberleutnant zur See befördert. 1931 war er Adjutant der Sperrabteilung der Inspektion des Torpedo- und Minenwesens. Als Kapitänleutnant (Beförderung am 1. Mai 1935) war er 1935 Marinenachrichtenoffizier der Marinestation der Ostsee, in gleicher Funktion bei der Kommandantur der Befestigungen der pommerschen Küste (Swinemünde) und mit der Wahrnehmung der Geschäfte des Marinenachrichtenoffiziers Stolpmünde beauftragt.
Ab Oktober 1938 war er für ein Jahr Kommandant von T 196. Im Oktober/November 1938 war er als Korvettenkapitän kurz Kommandeur der 1. Räumbootsflottille, bevor er die 4. Minensuchflottille übernahm. Beim Unternehmen Weserübung im April 1940 gehörte die 4. Minensuchflottille zur Kriegsschiffgruppe 11 mit Zielort Thyborøn am Limfjord. Die Kriegsschiffgruppe 11 stand dabei unter dem Kommando von Berger. Anschließend war die 4. Minensuchflottille bis ins Jahr 1941 in der Nordsee und dort v. a. im Bereich Hollands eingesetzt. Beim Angriff auf die Sowjetunion im Juni 1941 folgte der Einsatz der Flottille bei der Eroberung der baltischen Inseln Ösel und Dagö. Im Februar 1943 gab er das Kommando ab und kam bis Februar 1944 als P II in den Stab des Marineoberkommandos Nord.
Mit der Aufstellung im Februar 1944 wurde er Kommandeur der 11. Sicherungs-Division, welche in der Adria aufgestellt wurde und welche er bis Februar 1945 führte. In dieser Position wurde er am 1. November 1944 zum Kapitän zur See befördert. Anschließend war er bis Kriegsende Kommandant der Sperrschule in Sønderborg. Am 3. März 1946 wurde er aus der Kriegsgefangenschaft entlassen.
Ende 1950 informierte der Kommandeur der United States Naval Forces Germany (COMNAVFORGER) die ehemaligen Kriegsmarineoffiziere des Naval Historical Team (NHT) darüber, dass Ende September 1950 Labor Service Units in Bremerhaven und Schierstein am Rhein eingerichtet werden sollten. Diese Einheiten, u. a. mit Minenräumbooten auszustatten, sollten durch geeigneten ehemalige Kriegsmarineoffiziere geführt werden. Für einen Vorschlag dafür wurde die Anfrage des COMNAVFORGER an das NHT gerichtet. Friedrich Ruge als Mitglied des NHT ging auf Hans John und Berger zu. Berger erhielt im Oktober 1950 eine Einladung des COMNAVFORGER nach Heidelberg. Er wurde bei diesem Termin umfassend nach den Typen der durch die Kriegsmarine verwendeten Minen, aber auch nach Größe und Zusammenstellung der deutschen Minenräumbootbesatzungen, befragt. Am 1. Februar 1951 wurde LSU (B) in Bremerhaven eingerichtet und Berger dort senior german officer.
Berger kam später in die Bundesmarine und wurde im Januar/Februar 1957 mit der Aufstellung des Befehlshabers der Seestreitkräfte der Nordsee beauftragt. Im Februar/März 1957 war er mit der Wahrnehmung der Geschäfte des Befehlshabers beauftragt und war ab Februar 1957 zugleich Chef des Stabes beim Befehlshaber der Seestreitkräfte der Nordsee. In dieser Position blieb er bis August 1960. Vom 16. August 1960 bis 28. Februar 1961 war er Chef des Stabes der Führungsakademie der Bundeswehr in Hamburg.